# Катастрофа DC-10 в Фару
Катастрофа DC-10 в Фару — крупная авиационная катастрофа, произошедшая в понедельник 21 декабря 1992 года. Авиалайнер McDonnell Douglas DC-10-30CF авиакомпании Martinair совершал плановый рейс MP495 по маршруту Амстердам—Фару, но при заходе на посадку в аэропорту Фару при сильном ветре и в считанных метрах от ВПП на высоте 303 метра внезапно задрал нос вверх, потерял скорость и пластом рухнул на землю, разрушившись на две части. Из находившихся на его борту 340 человек (327 пассажиров и 13 членов экипажа) погибли 56.

## Самолёт
McDonnell Douglas DC-10-30CF (регистрационный номер PH-MBN, заводской 46924, серийный 218) был выпущен в 1975 году (первый полёт совершил 29 октября). 26 ноября того же года был передан авиакомпании Martinair, в которой получил имя Anthony Ruys. От Martinair сдавался в лизинг авиакомпаниям:
- Mandala Airlines[англ.] (с 1 октября 1977 года по 1 октября 1979 года),
- Singapore Airlines (с 1 октября 1979 года по 1 сентября 1981 года),
- Garuda Indonesia (с 1 сентября по 1 октября 1981 года),
- World Airways (с 29 апреля по 25 июня 1992 года).

Оснащён тремя турбовентиляторными двигателями General Electric CF6-50C. На день катастрофы 17-летний авиалайнер совершил 14 615 циклов «взлёт-посадка» и налетал 61 543 часа.

## Экипаж
Состав экипажа рейса MP495 был таким:
- Командир воздушного судна (КВС) — 56-летний Х. Виллем ван Ставерен (нидерл. H. Willem van Staveren). Очень опытный пилот, проработал в авиакомпании Martinair 24 года и 11 месяцев (с января 1968 года). Управлял самолётами CV-640, Airbus A310, Douglas DC-8 и McDonnell Douglas DC-9. В должности командира McDonnell Douglas DC-10 — с марта 1988 года (до этого управлял им в качестве второго пилота), в январе 1989 года был повышен до КВС-инструктора DC-10. Налетал 14 441 час, 1878 из них на DC-10 (1240 из них в качестве КВС).
- Второй пилот — 31-летний Рональд Дж. Х. Клеменкоуфф (нидерл. Ronald J. H. Clemenkowff). Опытный пилот, в авиакомпанию Martinair устроился в апреле 1989 года на должность второго пилота McDonnell Douglas DC-10 (проработал в ней 3 года и 8 месяцев). Управлял самолётами Cessna 150 и Cessna 172. Налетал 2288 часов, 1787 из них на DC-10.
- Бортинженер — 29-летний Гэри У. Гланс (нидерл. Gary W. Glans). Изначально был вторым пилотом в авиакомпаниях Canadian Airlines и Swissair. В сентябре 1989 года был квалифицирован на бортинженера, а в феврале 1992 года устроился в авиакомпанию Martinair на должность бортинженера McDonnell Douglas DC-10 (проработал в ней 10 месяцев). Налетал свыше 7540 часов, свыше 5840 из них на DC-10.

В салоне самолёта работали 10 бортпроводников:
- К. ван Бюрен (нидерл. C. van Buuren),
- Герман Янсинк (нидерл. Herman Jansink),
- М. П. Аквабона (нидерл. M. P. Acquabona),
- И. Броуэр (нидерл. I. Brouwer),
- И. М. Дингжан (нидерл. I. M. Dingjan),
- Жаклин Гроневег (нидерл. Jacqueline Groeneweg),
- М. Е. К. ден Холландер (нидерл. M. E. C. den Hollander),
- А. К. С. в. д. Клот (нидерл. A. K. S. v.d. Kloet),
- М. Ролофс (нидерл. M. Roelofs),
- С. М. Ф. Стретеманс (нидерл. S. M. F. Straetemans).

## Хронология событий
Рядом с аэропортом Фару разразилась сильная гроза, сопровождавшаяся сильным дождем, сдвигом ветра и низкой облачностью. Диспетчерская вышка проинформировала экипаж о грозовой активности, а также сообщила, что на взлетно-посадочной полосе есть вода. После одной неудачной попытки приземления экипаж предпринял попытку захода на посадку по схеме VOR / DME к взлетно-посадочной полосе 11 (позднее взлетно-посадочная полоса 10), во время которой самолёт пролетел как минимум два микропорыва. Согласно окончательному отчету Португалии об аварии пожарные видели взрыв самолёта за 22 секунды до его крушения.
Самолёт совершил жесткую посадку с вертикальной скоростью, превышающей проектные ограничения производителя. Вслед за этим обрушилась основная стойка правого борта, правая плоскость крыла отделилась от фюзеляжа, а правый топливный бак разорвался, а его содержимое воспламенилось. Фюзеляж DC-10 разделился на две части, и его передняя часть легла на бок.

## Погибшие и выжившие
Всего в катастрофе погибли 56 человек, 54 пассажира и 2 бортпроводника. Выжили 284 человека, включая 3 пилотов и 8 бортпроводников, а также 272 пассажира, из которых 106 человек были ранены.

## Расследование
Мнения относительно причин этой катастрофы расходятся. По данным португальского авиационного управления (DGAC), причиной, вероятно, были:
- высокая скорость снижения на последнем этапе захода на посадку
- жесткая посадка на правое шасси с превышением его конструктивных ограничений
- поперечный ветер при заходе на посадку и посадке, выходящий за расчетные пределы шасси, учитывая затопленное состояние ВПП.

DGAC описывает следующие дополнительные факторы:
- нестабильность захода на посадку
- пилоты слишком рано уменьшают газ и позволяют самолёту терять высоту небезопасным образом
- аэропорт предоставляет неверную информацию о ветре для захода на посадку
- отсутствие системы огней приближения
- неправильная оценка экипажем состояния ВПП
- отключение автопилота непосредственно перед посадкой, при котором самолёт управлялся вручную на критическом этапе посадки
- задержка экипажем набора высоты
- снижение коэффициента подъемной силы самолёта из-за сильного дождя.

Голландское управление по расследованию авиационных происшествий и инцидентов Национального авиационного управления (RLD) указало, что вероятные причины могут быть следующими:
- внезапное и неожиданное изменение направления и скорости ветра (сдвиг ветра) на последнем этапе захода на посадку
- высокая скорость снижения и экстремальное боковое смещение, вызвавшие чрезмерную нагрузку на правое шасси, что в сочетании со значительным угловым смещением превышало конструктивные ограничения самолёта.

Согласно RLD, дополнительными факторами были:
- экипаж рейса МР495 не ожидал возникновения сдвига ветра на основании прогноза погоды и погодных условий
- преждевременное снижение мощности двигателя, скорее всего, из-за действий экипажа
- отключение автопилота непосредственно перед посадкой, при котором самолёт управлялся вручную на критической фазе посадки.

## Культурные аспекты
Катастрофа рейса 495 Martinair показана в 22 сезоне канадского документального телесериала Расследования авиакатастроф в серии Угроза в небе Португалии.